# Конти, Артур
Артур Конти Стенли (англ. Arthur Conti Stanley; род. 2004) — британский актёр. Он наиболее известен по роли Джереми в фильме 2024 года «Битлджус Битлджус». Он также появился в телесериале «Дом Дракона».

## Личная жизнь и карьера
Родился в Камдене, Лондон, в 2004 году. Конти — сын комедиантки и чревовещателя Нины Конти и комика Эндрю Стэнли, а также внук актёра Тома Конти и актрисы Кары Уилсон. У него есть младший брат Драммонд. Конти является членом Национального молодёжного театра и появлялся в постановках «Машиналь», Без ума от тебя и Блаженный Дух. В 2023 году он подписал контракт с агентством талантов WME.
Конти дебютировал на экране в роли пажа королевы в эпизоде 2022 года сериала HBO «Дом Дракона». Затем он сыграл Джереми Фрейзера, возлюбленного Астрид, в комедийном фильме ужасов 2024 года «Битлджус Битлджус». Он прослушивался на эту роль по звонку через программу Zoom с режиссером Тимом Бёртоном. Конти сказали, что он получил роль в День дурака, и поэтому поначалу подумал, что это розыгрыш.